# Rodrigo Sánchez García
José Rodrigo Sánchez García (n. Morelia, Michoacán, México). Es un futbolista mexicano juega de Portero y su actual equipo es el Standard Baku de Azerbaiyán.

## Trayectoria
Surgido de la cantera americanista debutó con el Club América en el Torneo Invierno 1998 primera vez registrado en el primer equipo aunque sólo jugó un encuentro frente al Necaxa siendo el único partido que disputó como azulcrema.
Después de poca actividad es transferido al Celaya donde jugó apenas 4 partidos siendo cedido a préstamo al Atlante; ahí jugó un total de 22 partidos luego de tener poca participación es cedido al San Luis de la Primera A colaborando en algunos juegos para ascender al máximo circuito estuvo 3 años ya que es transferido al Zacatepec siendo el arquero titular del equipo debido a la compra de la franquicia pasó a jugar en los Correcaminos; jugó 45 partidos siendo titular es un arquero que pasara como jugador de segunda.

### Clubes
| Club                | País       | Año         | Partidos |
| ------------------- | ---------- | ----------- | -------- |
| Club América        | México     | 1998 - 1999 | 1        |
| Atlético Celaya     | México     | 1999 - 2001 | 3        |
| Atlante F.C.        | México     | 2001 - 2003 | 6        |
| Club San Luis       | México     | 2003 - 2004 | 12       |
| Club Zacatepec      | México     | 2004 - 2005 | 56       |
| Correcaminos U.A.T. | México     | 2006 - 2009 | 42       |
| Atlante UTN         | México     | 2009 - 2010 | 2        |
| Standard Baku       | Azerbaiyán | 2010 -      | 3        |

#### Estadísticas
| Club América · México |               |               |    |   |    |    |
| 1ª | 1998/99       | 1             | 0  | - | 1  |    |
| Total club | Total club    | 1             | -  | - | 1  |    |
| Atlético Celaya · México |               |               |    |   |    |    |
| 1ª | 1999/00       | 1             | -  | - | 1  |    |
| 1ª | 2000/01       | 2             | -  | - | 2  |    |
| Total club | Total club    | 3             | -  | - | 3  |    |
| Atlante F.C. · México |               |               |    |   |    |    |
| 1ª | 2001/02       | 3             | -  | - | 3  |    |
| 1ª | 2002/03       | 3             | -  | - | 3  |    |
| 1ª | 2006          | 0             | -  | - | 0  |    |
| Total club | Total club    | 6             | -  | - | 6  |    |
| San Luis F.C. · México |               |               |    |   |    |    |
| 1ª | 2003/04       | 12            | -  | - | 12 |    |
| Total club | Total club    | 12            | -  | - | 12 |    |
| Total carrera | Total carrera | Total carrera | 22 | - | -  | 22 |
| (1)Incluye datos de la Copa México, Pre Pre Libertadores (1999, 2000 y 2001) e InterLiga (2005 y 2006) (2)Incluye datos de la Copa Libertadores (2000) y Copa Pre Libertadores (2000) |               |               |    |   |    |    |

- Datos: Q16625922